# Русо (Північна Дакота)
Русо (англ. Ruso) — місто (англ. city) в США, в окрузі Маклейн штату Північна Дакота. Населення — 1 особа (2020).

## Географія
Русо розташоване за координатами 47°50′14″ пн. ш. 100°56′4″ зх. д. / 47.83722° пн. ш. 100.93444° зх. д. (47.837277, -100.934354).  За даними Бюро перепису населення США в 2010 році місто мало площу 0,64 км², уся площа — суходіл.

## Демографія
Згідно з переписом 2010 року, у місті мешкали 4 особи в 3 домогосподарствах у складі 1 родини. Густота населення становила 6 осіб/км².  Було 3 помешкання (5/км²).
Расовий склад населення:
| - 100,0 % — білих |

До двох чи більше рас належало 0,0 %. Частка іспаномовних становила 0,0 % від усіх жителів.
За віковим діапазоном населення розподілялося таким чином: 0,0 % — особи молодші 18 років, 75,0 % — особи у віці 18—64 років, 25,0 % — особи у віці 65 років та старші. Медіана віку мешканця становила 58,5 року. На 100 осіб жіночої статі у місті припадало 300,0 чоловіків;  на 100 жінок у віці від 18 років та старших — 300,0 чоловіків також старших 18 років.
Цивільне працевлаштоване населення становило 3 особи. Основні галузі зайнятості: роздрібна торгівля — 66,7 %, оптова торгівля — 33,3 %.